# Mudigere, Arkalgud
Mudigere là một làng thuộc tehsil Arkalgud, huyện Hassan, bang Karnataka, Ấn Độ.